# Ulúa-Yojoa (sitio arqueológico)

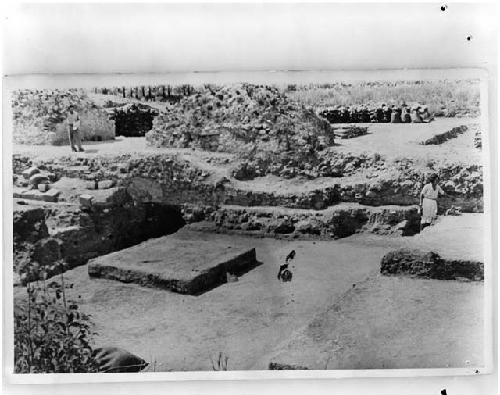
Vista a las ruinas siendo excavadas en 1937.

El sitio arqueológico Ulúa-Yojoa se encuentra ubicado en la región occidental de la república de Honduras. Sus hallazgos corresponden al periodo Clásico Tardío y Transición (550-1000 d. C.) los mismos presentan estilos: Ulúa Policromo y Yojoa, que son característicos de la zona. 

## Historia
Doris Stone excavó en el centro urbano de Travesía. Sus fotografías de esas excavaciones se pueden encontrar en los archivos fotográficos del Museo Peabody de la Universidad de Harvard. Parte de lo que encontró está publicado en su libro La Arqueología de la Costa Norte de Honduras (1941). 

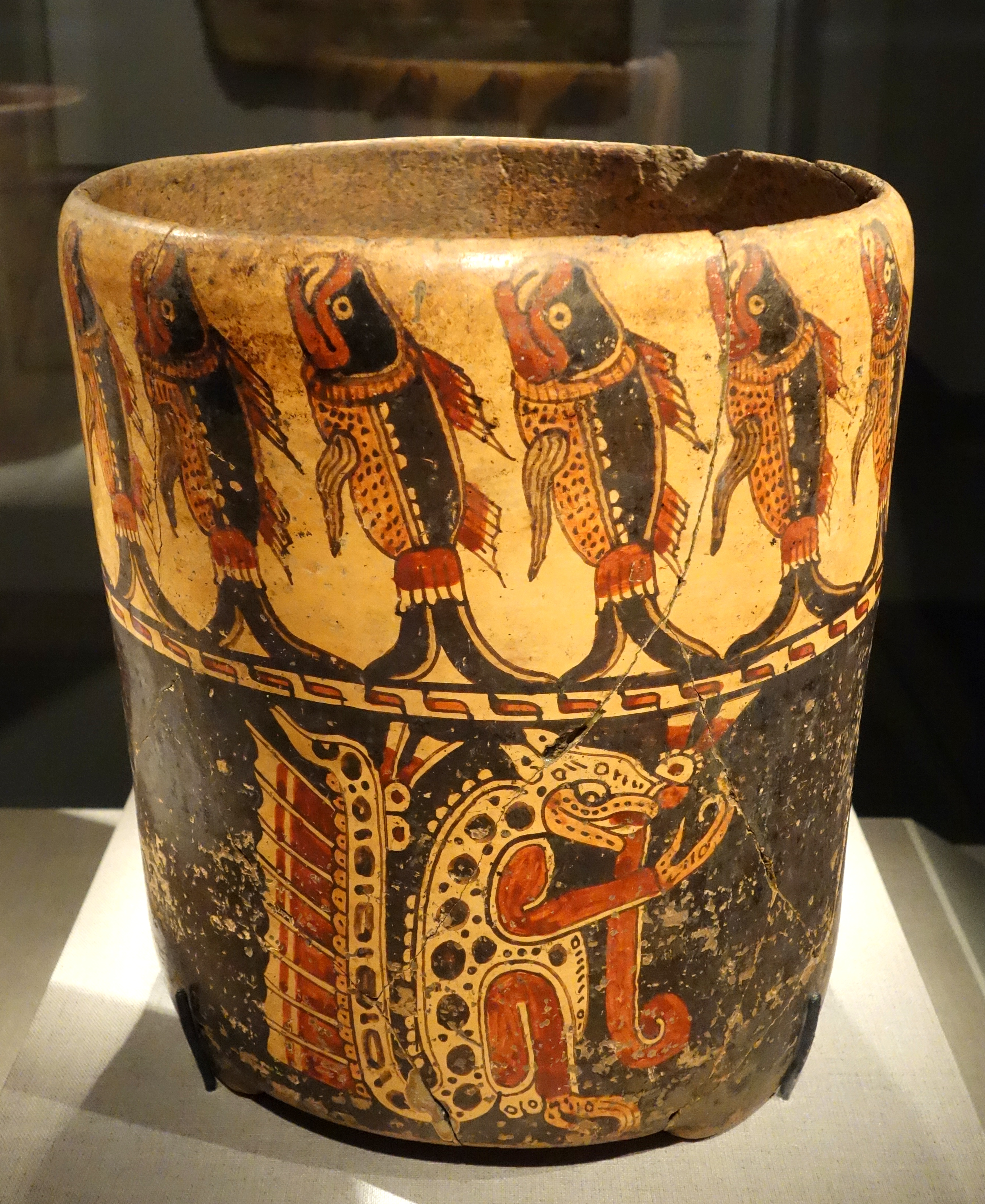
Vasija encontrada en el Valle de Úlua, su datación está comprendida entre los 600-900 d. C.

Ulúa Policromo comprende estilos a su vez, Mayoides (Línea gruesa, línea fina y figuras danzantes). Naturalista (Bold animalistic; mono línea gruesa, mono línea fina. Cabeza de mono en relieve, mono en forma de diamante, serpiente, cocodrilo y pájaro), Santa Ana y Bold Geometric. Según Gustavo Strong (1935), este estilo incluye el San Marcos y Comayagua. 

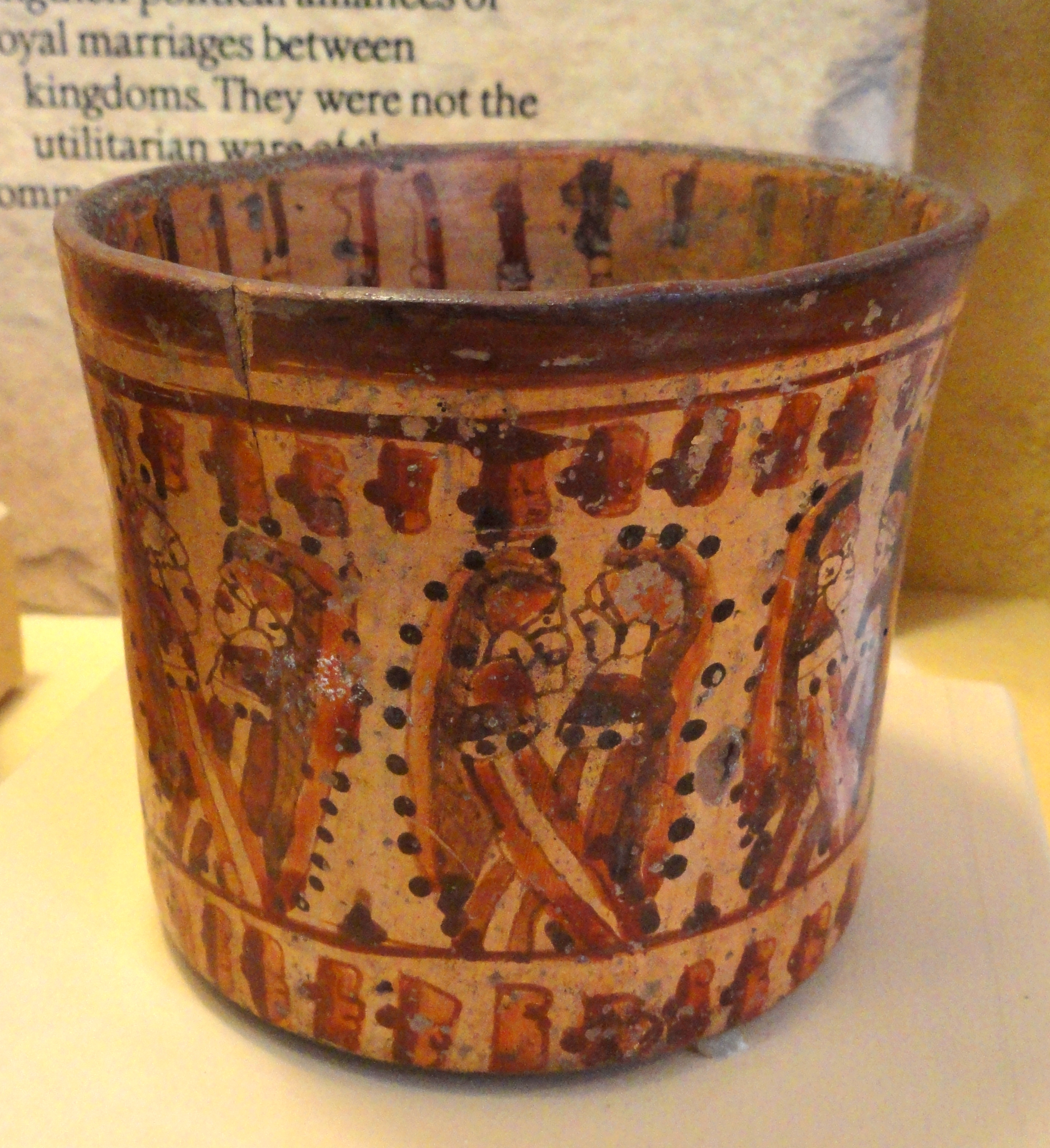
Vasija perfectamente cilíndrica, encontrada en el Valle de Úlua.

El Ulúa Policromo Equivale al estilo Babilonia Policromo de Baudez y Becquelin (1973) en su excavación del sitio arqueológico de Los Naranjos

## Denuncias sobre saqueo
El sitio fue víctima de constantes saqueos y varias vasijas y demás piezas desaparecieron por varios años, no sería hasta 2004, que estos aparecieron regularmente a la venta en sitios como eBay, Christie's y Sotheby's. Los arqueólogos han intentado realizar excavaciones de prueba en el sitio de Travesia para obtener información sobre cuánto tiempo atrás estuvo ocupada, pero con frecuencia terminan reexcavando un pozo de saqueo en lugar de suelo intacto.
En una carta de 2002 al Comité Asesor de Bienes Culturales de Estados Unidos (CPAC), el presidente de la Sociedad de Arqueología Estadounidense (SAA) señaló que "... el principal centro de Travesia prácticamente ha desaparecido del mapa bajo la pala del saqueador". 
En marzo de 2004, el gobierno de Estados Unidos impuso restricciones a la importación de todos los materiales hondureños precolombinos, siendo penalizado con la ley por robo del patrimonio histórico hondureño.